# Mi Perú (distrito)

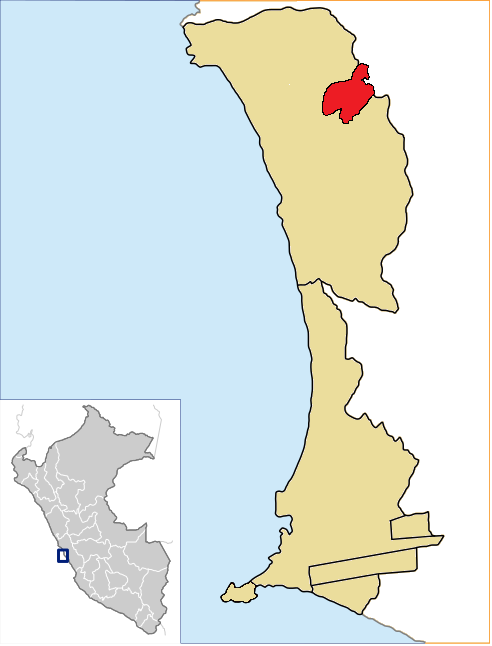
Mi Perú (Callao)

O distrito de Mi Perú é um dos sete distritos que formam a Província de Callao, pertencente a Região Callao, na zona central do Peru.

## História
O então Presidente da República, Ollanta Humala, baixou o decreto de 17 de maio de 2014, crea o distrito da Mi Perú.

## Alcaldes
- 2016-2018: Reynaldo Encalada Tovar.

## Transporte
O distrito de Mi Perú é servido pela seguinte rodovia:
- PE-20, que liga o distrito de Callao (Região de Callao)  à cidade de Puente Piedra (Província de Lima)[1][2][3]